# 哈氏假鰓鱂
哈氏假鰓鱂，為輻鰭魚綱鯉齒目鰕鱂亞目鰕鱂科的其中一種，為熱帶淡水魚，被IUCN列為易危保育類動物，分布於非洲剛果Lufira淡水流域，本魚口鼻部圓形，嘴巴末端朝上，體色以帶金屬光澤的藍色為底，鱗框紅色形成網狀紋，魚鰭帶有紅色紋路，尾鰭和臀鰭有暗紅色邊緣，體長可達4.2公分，棲息在池塘、溪流底中層水域，生活習性不明，可作為觀賞魚。